# Sumeliuska gården, Tammerfors
Sumeliuska gården är ett fyra våningar högt bostads- och affärshus beläget på östra sidan av Centraltorget i Tammerfors, Finland. Det stod klart 1901. Jugendhuset ritades av arkitekterna Grahn, Hedman & Wasastjerna och dess byggherre var köpmannen, sedermera bergsrådet Gösta Sumelius.
Gösta Sumelius far, köpman Gustaf Oskar Sumelius, grundade 1859 sin detalj- och partihandel i Tammerfors. År 1870 flyttade verksamheten till ett enplans trähus vid Salutorget  (nuvarande Centraltorget) i Tammerfors. År 1884 övergick Sumelius verksamhet till enbart partihandel. År 1889 stod det Sumeliuska palatset i två våningar färdigt på tomten bredvid Sumeliuska köpmanshuset på stranden av Tammerfors ström. Det användes som bostad för familjen Sumelius. Den Sumeliuska gården stod färdig 1901 och användes som en ny affärslokal. På platsen fanns tidigare ett trähus
Sumeliuska gården har skyddats av detaljplanen 1995.